# Euchaetis burchellii
Euchaetis burchellii är en vinruteväxtart som beskrevs av Dümmer. Euchaetis burchellii ingår i släktet Euchaetis och familjen vinruteväxter. Inga underarter finns listade i Catalogue of Life.